# Китайско-пакистанское соглашение о свободной торговле
Китайско-пакистанское соглашение о свободной торговле («CPFTA»; англ. China–Pakistan Free Trade Agreement) — основное соглашение о свободной торговле, подписанное Китайской Народной Республикой и Пакистаном. В 2006 году состоялось подписание соглашения, которое вступило в силу в июле 2007 года.
В 2013 году объём товарооборота между странами составил сумму 13 миллиардов долларов США, а к 2017 году достиг 20 миллиардов долларов США, когда было подписано 51 соглашение и меморандумы о взаимопонимании в целях развития сотрудничества в различных областях. После подписания «CPFTA» объём импортируемых товаров Пакистана в Китай значительно возрос. К 2012 году в Китай поступало 15 % от общего объёма импорта Пакистана по сравнению с 9,8 % в 2006 году.

## Второе соглашение
В 2015 году начались переговоры по заключению второго соглашения о свободной торговле между Китаем и Пакистаном, что приведёт к дальнейшему снижению тарифов и нормализации различных торговых процедур.
9 апреля 2019 года в Пекине состоялась 11-я встреча переговоров по подписанию второго «CPFTA». Вице-министр торговли и заместитель представителя по международной торговле Китая Ван Шоувэнь встретился с делегацией во главе с секретарём министерства торговли и министром финансов Пакистана. Стороны провели углубленные консультации по таким вопросам, как снижение тарифов на торговлю товарами, инвестиций и таможенного сотрудничества, и добились положительного прогресса.
Второе соглашение («CPFTA-II») вступило в силу в январе 2020 года.